# El Medah
El Medah este o comună din Regiunea Adrar, Mauritania, cu o populație de 5.815 locuitori.